# 松本子游
松本 子游（まつもと しゆう）は日本の書家、現代破体書道家。福岡県生まれ。東洋書道芸術学会二代目会長。松本書道会代表。漢字仮名交じりの破体作品を得意とし、繊細で端麗な作品を創作する。

## 来歴
父は、昭和を代表する書道教育家・石橋犀水。
幼少の頃は父・石橋犀水の指導を受け、その後夫・松本筑峯に師事。松本筑峯の遺志を継ぎ、破体書道の創作・普及に精力的に努めた。
1954年以降、東京都美術館で開催される東洋書道芸術学会主催「東洋書芸展」に連続出品した。1989年茨城県下妻市アートサロン「きくち」で個展を開く。1989年以降、韓国で開催される「亜細亜美術招待展」に連続出品した。
1998年、マカオで開催された「国際書道芸術交流大展」に招待出品。その他、中国・ハワイ・イギリス・ブラチスラバ・アテネ・パリ等の海外破体展にも多数出品した。1993年、銀座「詩季画廊」で個展を開く。
中国鎮江市焦山の破体碑亭に「間是宝」を出品し、石刻された。2010年、ポーランドのトルン地域博物館が作品収蔵。2011年チェコのプラハナショナルギャラリー「煌めく日本の書」展に作品招待。

## 著書
- 『美しい小筆字入門』日東書院
- 『筆ペン年賀カタログ』マール社
- 『実用ペン字の基礎練習　実用手紙の書き方』成美堂出版
- 『実用ペン字の基本練習　手紙でよく用いられる言葉を美しく書いた実例集』成美堂出版
- 『松本子游破体作品集』株式会社破体門